# Jessica Faust
Jessica Faust (* 7. Februar 1992 in Übach-Palenberg) ist eine deutsche Fernsehdarstellerin. 

## Leben
Faust stammt aus Übach-Palenberg. In ihrer Jugend war sie als Schwimmerin beim VfR Übach-Palenberg aktiv. Ihr Abitur hat sie am Carolus-Magnus-Gymnasium in Übach-Palenberg gemacht. Sie wurde anschließend durch ihre Mitwirkung in der Reality-Seifenoper Köln 50667 des Fernsehsenders RTL II bekannt. Zur Serie kam sie als Laiendarstellerin. Sie gehörte von 2013 bis 2016 zur festen Besetzung der Serie, in der sie die Hauptrolle der Chantal Kuhnt spielte. 2024 kam sie nach 8 Jahren Pause zur Serie zurück und verkörpert seitdem erneut ihre alte Rolle Chantal Kuhnt.
Faust studierte von 2015 bis 2019 Lehramt an Gymnasien und Gesamtschulen für die Fächer Deutsch und Pädagogik in Nordrhein-Westfalen, das sie mit dem „Bachelor of Education“ abschloss.
Ab dem 17. Februar 2020 war sie bis Mai 2021 in der Hauptrolle der Referendarin für Englisch und Deutsch, Jessi Köhler, bei Krass Schule – Die jungen Lehrer zu sehen.

## Filmografie
- 2008, 2012: Richterin Barbara Salesch (Fernsehserie)
- 2010: X-Diaries
- 2013–2016, 2024–2025: Köln 50667 (Fernsehserie)
- 2018: Meine Geschichte – Mein Leben (Fernsehserie)
- 2019: Schicksale – und plötzlich ist alles anders (Fernsehserie)
- 2020–2021, 2025–: Krass Schule – Die jungen Lehrer (Fernsehserie)